# Campionati del mondo di ciclocross 1952
I Campionati del mondo di ciclocross 1952 si svolsero a Ginevra, in Svizzera, il 18 febbraio.

## Medagliere
| Pos.   | Nazione  | Oro | Argento | Bronzo | Totale |
| ------ | -------- | --- | ------- | ------ | ------ |
| 1      | Francia  | 1   | 1       | 0      | 2      |
| 2      | Svizzera | 0   | 0       | 1      | 1      |
| Totale | Totale   | 1   | 1       | 1      | 3      |

## Sommario degli eventi
| Eventi         | Oro                    | Tempo    | Argento                 | Tempo   | Bronzo                | Tempo   |
| Uomini         |                        |          |                         |         |                       |         |
| Elite dettagli | Roger Rondeaux Francia | 1:13'56" | André Dufraisse Francia | a 2'04" | Albert Meier Svizzera | a 2'52" |